# 2056 Nancy
Nancy (asteróide 2056) é um asteróide da cintura principal, a 1,9081572 UA. Possui uma excentricidade de 0,1394705 e um período orbital de 1 206,04 dias (3,3 anos).
Nancy tem uma velocidade orbital média de 20,0017756 km/s e uma inclinação de 3,93286º.
Esse asteróide foi descoberto em 15 de Outubro de 1909 por Joseph Helffrich.